# سومان غوش (مغني)
سومان غوش (بالإنجليزية: Suman Ghosh)‏ هو مغني هندي، ولد في 6 يناير 1967.

## وصلات خارجية
- الموقع الرسمي